# Layton kyōju to shi kyō no kan
Il professor Layton e il palazzo dello specchio mortale (レイトン教授と死鏡の館?, Reiton kyōju to shi kyō no kan) è un gioco rompicapo sviluppato dalla Level-5 per cellulari in Giappone. Anche se non fa parte della serie principale del Professor Layton, si ambienta durante il primo gioco e il terzo.

## Modalità di gioco
Il professor Layton e il palazzo dello specchio mortale è un gioco d'avventura rompicapo. Il giocatore controlla i personaggi principali, ovvero Layton e Luke indagando su una casa che contiene uno specchio maledetto. Mentre il professore e il suo assistente indagano su questo mistero e cercano indizi, i residenti del palazzo propongono puzzle che in ogni modo coinvolgono il caso.
Negli enigmi viene dato un tempo illimitato per risolverli e risolvendoli si ricevono picarati. Ogni giocatore ha a disposizione 3 aiuti acquistabili con le "monete aiuto". Esse sono limitate, il giocatore inizia con 10 ma può trovarne altre durante il viaggio. Se vuole, il giocatore può lasciare perdere un enigma e risolverlo dopo, anche se alcuni enigmi sono obbligatori da risolvere.

## Trama
Il professor Layton riceve una lettera che lo informa di una villa in mezzo al bosco che contiene uno specchio misterioso. Si dice che chiunque guardi lo specchio morirà, così il professore e Luke accettano di andare ad indagare su questo strano mistero.

### Personaggi
- Professor Hershel Layton
- Luke Triton
- Ispettore Chelmey
- Murdoch: ha inviato la lettera d'aiuto per risolvere il mistero ai migliori investigatori del mondo, tra i quali Layton e Chelmey.